# Georges Senfftleben
Georges Charles Louis Senfftleben, född den 19 december 1922 i Clamart, död den 24 augusti 1998 i Èze, var en fransk bancyklist, vars främsta meriter var ett europamästerskap och ett EM-silver i madison, två VM-silver och två VM-brons i sprint, samt seger i sju sexdagarslopp.

## Meriter
| 1946 2:a i sprint 1947 3:a i sprint 1948 3:a i sprint 1952 2:a i sprint 1954/1955 Europamästare i madison (med Dominique Forlini) 1957/1958 2:a i madison (med Émile Carrara) | 1952/1953 Vinnare av Hannovers sexdagars (med Émile Carrara) Vinnare av Saint-Étiennes sexdagars (med Émile Carrara) 1953/1954 Vinnare av Paris sexdagars (med Roger Godeau) Vinnare av Århus sexdagars (med Roger Godeau) 1954/1955 Vinnare av Bryssels sexdagars (med Dominique Forlini) 1955/1956 Vinnare av Frankfurts sexdagars (med Dominique Forlini) Vinnare av Köpenhamns sexdagars (med Dominique Forlini) |